# 曙蟹体鲎属
曙蟹体鲎属（学名：Eocarcinosoma）是蟹体鲎科的一属。属名来自古希腊语eós“dawn”(黎明，转译为曙)+古希腊语karkinos“crab”(螃蟹)+-soma“body”（身体）。

## 下属物种
本属包括以下物种：
- †蛙眼曙蟹体鲎 Eocarcinosoma batrachophthalmus Caster & Kjellesvig-Waering, 1964 (模式种) ，种名来自古希腊语bátrakhos“frog”（青蛙） + ophthalmos“eye”（眼睛）。